# Vegetarianismo nel mondo

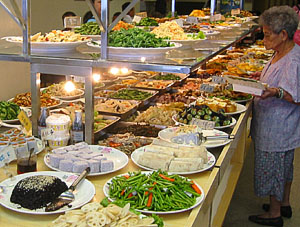
Buffet vegetariano in un ristorante di Taipei a Taiwan

Percentuale di vegetariani nel mondo

Percentuale di vegani nel mondo

Il vegetarianismo è considerato in modi differenti attorno al mondo. In alcune zone viene supportato culturalmente e anche legalmente, come in India e nel Regno Unito, dove delle apposite etichette permettono ai vegetariani di identificare facilmente i ristoranti compatibili con la loro dieta. Il risultato di un sondaggio internazionale condotto nel 2009 evidenzia che la definizione di vegetarianismo è differente da nazione a nazione, infatti in alcune nazioni i vegetariani consumano molti più derivati di animali rispetto ad altri.

## Asia

### India
In base al sondaggio del 2006 Hindu-CNN-IBN State of the Nation Survey, il 31% degli indiani e' vegetariano. Altri sondaggi condotti dalla FAO e dall'USDA stimano un'incidenza tra il 20% e il 42% di vegetariani nella popolazione indiana. Inoltre, questi sondaggi indicano che anche gli indiani che mangiano la carne, la mangiano molto di rado, infatti meno del 30% di loro la mangia regolarmente, sebbene le ragioni siano principalmente culturali e solo parzialmente economiche.

### Cina
In Cina, sebbene il totale vegetarianismo è una pratica rara, è praticato almeno dal settimo secolo ed è stato divulgato da devoti buddisti attraverso l'influenza dell'India. Negli ultimi anni vi è stata una rinascita nelle città in quanto l'emergente classe media presta più attenzione alla salute e alla dieta.
Nel 2010, il primo ministro Wen Jiabao  propose una campagna nazionale chiamata "un giorno vegetariano ogni settimana", principalmente come parte di una più ampia piattaforma ambientale.

### Taiwan
A Taiwan, 1,7 milioni di persone, ovvero circa il 10% della popolazione, seguono, anche se a volte in modo parziale, una dieta vegetariana. Ci sono più di 6.000 ristoranti vegetariani a Taiwan. Le leggi per etichettare i cibi vegetariani sono le più restrittive al mondo in quanto circa 2 milioni di persone ne fanno uso.
Il movimento popolare "un giorno vegetariano a settimana" è stato sostenuto a livello nazionale, mentre a livello locale sono coinvolti anche altri organi governativi come il Taipei City Board of Education.

## America del Nord

### Stati Uniti d'America
Secondo un sondaggio di Public Policy, nel 2013 il 13% degli americani si definisce vegetariano (6%) o vegano (7%). Nel 1971, l'1% dei cittadini statunitensi si è definito vegetariano.

## Europa (occidentale)

### Italia
L'istituto di ricerca Eurispes ha riferito nel suo Rapporto Italia 2020 che l'8.9% della popolazione si definiva vegetariano o vegano (6,7% vegetariani, 2,2% vegani), in crescita rispetto al 2019 e al 2018.
Nel rapporto Eurispes 2021 il 5,8% della popolazione ha dichiarato di seguire un’alimentazione vegetariana mentre il 2,4% una completamente vegana.